# بانجو پترسون
 بانجو پترسون (انگلیسی: Banjo Paterson؛ ۱۷ فوریهٔ ۱۸۶۴ – ۵ فوریهٔ ۱۹۴۱) یک شاعر اهل استرالیا بود.